# Примордиализм
Примордиали́зм (англ. primordialism, от позднелат. primordialis — первоначальный, от лат. primordium — начало, основа) — теоретико-методологический подход в рамках гуманитарных дисциплин — социологии, антропологии и этнологии, объективистские теории этничности, утверждающие, что культурно отличительные и социальные группы, в особенности этнические и расовые, являются изначальной (примордиальной) данностью, обязательной и всеобщей групповой характеристикой.
Утверждается, что в конечном итоге существует некая реальная, осязаемая основа этнической идентификации. Этот теоретический подход находится под сильным влиянием эволюционизма, и, как правило, концептуализирует этничность как основанную на биологии и определяемую генетическими и географическими факторами.
Обычно представители примордиализма настаивают, что у человека существует только одна форма идентичности и отрицают наличие множественных и смешанных идентичностей. Примордиализм опирается на понимании этнической общности в качестве древнего и устойчивого объединения индивидов. Жёсткий примордиализм рассматривает этнические общности в качестве результата ранней человеческой эволюции, которая восходит к эпохе палеолита, периоду этногенеза.
Примордиалистские теории разделяются на трактующие этничность как преимущественно биологическое явление, и понимающие её как продукт культуры и исторического процесса. Концептуальные различия между направлениями в конечном итоге коренятся в различном понимании человеческой природы и общества.
Во второй половине XX века мировая наука подвергла примордиализм жёсткой критике. Начиная с этого периода примордиализм сохранил лишь небольшое число сторонников. В то же время примордиальные взгляды популярны в бытовой среде и в политике.

## Развитие
Примордиализм является наиболее ранним направлением антропологии и этнологии, развившись из представлений философии эссенциализма и романтизма XIX века, представленной такими авторами как Иоганн Фихте, Иоганн Гердер, Артюр де Гобино, Николай Данилевский.
В XX веке в примордиализме получили развитие биосоциальное (социобиологическое) направление, представленное русским антропологом и этнологом С. М. Широкогоровым и немецким антропологом В. Э. Мюльманом, а также концепция этногенеза и пассионарности, предложенная Л. Н. Гумилёвым. В биосоциальном направлении этническая идентичность (этничность) трактуется как изначально данная, органичная, неизменная и присущая биологическому виду Homo sapiens характеристика человеческих сообществ.
Американский социолог, социальный антрополог Пьер ван ден Берге (1981) исследовал вклад социобиологии в объяснение этнических явлений и предположил, что эти явления проистекают из генетической предрасположенности к родственному отбору, или «кумовству». Центральной концепцией социобиологического подхода является «инклюзивная приспособленность»: в результате альтруистического поведения происходит снижение индивидуальной приспособленности и вероятности передачи своих генов следующему поколению, однако за счёт этого повышается приспособленность группы, и индивид передаёт больше близких к нему генов. Эта тенденция отдавать предпочтение родственникам перед неродственниками получила название родственного отбора или кумовства. Другая концепция, используемая в социобиологическом анализе, — взаимность, определяемая как сотрудничество между отдаленно связанными или неродственными индивидами, которое в условиях, когда кумоство невозможно, может повысить индивидуальную инклюзивную приспособленность. В целом этничность в этом направлении определяется как всеобъемлющая форма естественного отбора и родственных связей, изначальный (примордиальный) инстинктивный импульс, который сохраняется даже в наиболее индустриальных массовых обществах.
Некоторые авторы (P. Shaw, Y. Wong, 1989 и др.) утверждают, что признание принадлежности к группе, осознание своей этнической принадлежности генетически закодировано и является продуктом ранней эволюции человека, когда способность распознавать членов своей семейной группы была необходима для выживания. Начиная с рождения, эта программа соединяет людей в этносы как особые, кровнородственные сообщества. Эта заявленная биологическая сторона природы человека влияет на ряд явлений общественной жизни.
Социобиологические интерпретации этнической принадлежности подверглись резкой критике, но главный их тезис о том, что этнические группы представляют собой расширенные родственные группы или коллективы, основанные на общем происхождении, был усвоен релятивистами в обсуждениях групп «квазиродства».
Существует также эволюционно-историческое направление примордиализма, включая социокультурную концепцию этноса, разработанную Ю. В. Бромлеем, в которой этносы и этничность понимаются как социальные сообщества и категории, сформировавшиеся в ходе общественно-исторического развития под влиянием конкретных социально-исторических условий.
В конце XX века примордиалисты учли критику со стороны других направлений (конструктивизма и инструментализма), в результате чего в XXI веке модифицированный примордиальный подход стал одним из компонентов интегративного изучения этничности, представленного таким авторами, как С. В. Соколовский и В. А. Тишков.

## СССР
Советская этнологическая традиция, в отличие от современной ей западной, рассматривала национальность как объективно данную и, тем самым, придерживалась примордиализма. Явный примордиализм имел место в российской и советской антропологии. Взяв начало в неоромантической концепции Иоганна Гердера о народе как единстве крови и почвы, советская антропология выработала позитивистскую программу этнографических исследований, что отражено в работах С. М. Широкогорова, определившего этнос как группу людей, говорящих на одном и том же языке и признающих общее происхождение, характеризующихся совокупностью обычаев и образа жизни, которые сохраняются и освящаются традицией, что отличает её от других групп того же рода. Позднее этот подход получил развитие в работах Ю. В. Бромлея, давшего близкое определение этноса и Л. Н. Гумилёва, создавшего пассионарную теорию этногенеза.

## Постсоветские страны
По наблюдению В. А. Колосова, сделанном в 1998 году, образовавшиеся на территории бывшего СССР новые государства стали использовать в национальном и политическом строительстве примордиалистский подход: тезис о «богоизбранности» титульной нации-«страдалицы» и неизбежности в будущем конфронтации с Россией. Концепции истории, основанные на этих предположениях, Колосов вслед за Флорином Тома называет «лакримогенными» («слезоточивыми»).

### Россия
Для современной России примордиализм представляет угрозу из-за своего потенциала разрушительных межэтнических конфликтов, потому исследователи либерального толка обнаружили для себя конструктивизм, согласно которому националистические идеи не только выдвигают национальность на первое место, но и создают саму идею этноса; от этого выделение этнических групп оказывается не только не объективным, но и просто опасным. Фентон считает, что конструктивизм заходит слишком далеко и указывает на непростую и прагматическую природу примордиализма, согласно которой люди ассоциируют себя с некой этнической группой по причине ущемления их общих интересов (экономических, культурных, социальных и т. д.).
В позднейшей российской науке наблюдается частичный возврат к биологизаторскому подходу в рамках этногеномики — направления популяционно-генетических исследований, которые берут в качестве исходной единицы анализ «типичных» («чистых») представителей этнической общности и реконструируют на основе анализа гаплогрупп степень родства в пределах этнической группы. Этногеномика в качестве направления исследований не признана мировой наукой.

### Украина
По мнению канадского политолога Тараса Кузьо и Пауля Деанри, процесс построения украинской национальной идентичности на Украине лежит в постоянном конфликте между примордиалиальным подходом и «креольным» консервативным подходом. С одной стороны историческая мысль в рамках построения национальной идентичности отходит от «колониального мышления в котором понятие украинской идентичности было запретным», с другой стороны часть гражданского общества противится «новой парадигме как таковой, что нарушает существующий исторический нарратив, построенный в рамках советской и российской историографии». Кузьо отмечает, что при этом на уровне элит сформировался консенсус, на основании которого предполагается построение украинского государства — создание независимых институций, территориальный суверенитет, децентрализованное унитарное государство, а также консолидация нации на основании национальных символов.
По мнению Колосова, в условиях сильных контрастов между регионами новой страны украинские идеологи избрали «самый лёгкий», по их мнению, путь построения национальной идентичности: «оппозиционную модель», впервые описанную ещё Эдвардом Спайсером, в основе которой лежит поддержание национальной идентичности через межэтнические контакты и конфликты. Примордиализм играет роль связки между противостоянием «мы — они» и этнической солидарностью: чем сильнее конфликт, тем крепче «братство по крови». Стратегический выбор украинской элиты состоял в противодействии России: по их мнению, когда Украина отталкивается от России, она становится более влиятельным государством. При этом обсуждение целесообразности такой политики не велось, объективные реалии общих исторических корней, близости культур, даже сходства долгосрочных интересов двух стран попросту игнорировались. Колосов отмечает, что препятствием для примордиалистской «оппозиционной модели» на Украине является «непроявленная» идентичность жителей Юго-Востока Украины.